# زندگی اوهارو
زندگی اوهارو (انگلیسی: The Life of Oharu) فیلمی در ژانر درام به کارگردانی کنجی میزوگوچی است که در سال ۱۹۵۲ اکران شد. از بازیگران آن می‌توان به کینویو تاناکا، توشیرو میفونه و تاکاشی شیمورا اشاره کرد.

## خلاصه فیلم
زنی پنجاه ساله که دیگر نمی‌تواند مردان را جذب کند به زندگی غم‌انگیز خود نگاهی می‌اندازد. زمانی که اوهارو در دربار امپراتوری قرار داشت عاشق مردی پائین‌تر از سطح خود می‌شود. رابطه آن‌ها آشکار شده و اوهارو با همراه خانواده‌اش تبعید می‌شوند. برای او اتفاقات بعدی زندگی همراه با تحقیر به ارمغان می‌آورند…